# Ji (Familienname)
Ji  ist ein chinesischer Familienname. Die Transkription steht u. a. für folgende chinesischen Schriftzeichen:
- 姬, 冀, 吉, 季, 嵇, 暨, 汲, 籍, 紀, 薊, 計

Die Transkription nach dem System Wade-Giles ist Chi. Ji ist auch eine ältere deutsche Transkription für den Namen Yi.

## Bekannte Namensträger (姬)
- Ji Pengfei (姬鵬飛 / 姬鹏飞,  Jī Péngfēi) * 2. Februar 1910 - † 10. Februar 2000; Politiker der VR China, Mitglied KP China, Außenminister (1972–1974)

## Bekannte Namensträger (冀)
- Anthony Ji Weizhong (chinesisch 冀伟忠, Pinyin Jì Wěizhōng) * 3. August 1973; chinesischer römisch-katholischer Geistlicher, Bischof von Lüliang
- Ji Yuanheng 冀元亨,  Jì Yuánhēng 1482–1521; Neo-Konfuzianist

## Bekannte Namensträger (吉)
- Ji Hongchang (吉鴻昌,  Jí Hóngchāng) 1895–1934; chinesischer General und Patriot
- Ji Jia (吉佳,  Jí Jiā) * 22. Januar 1985; chinesische Eisschnellläuferin
- Ji Xinpeng (吉新鹏,  Jí  Xīnpéng) * 30. Dezember 1977; chinesischer Badmintonspieler

## Bekannte Namensträger (季)
- Ji Chunmei (季春美,  Jì Chūnměi) * 1986; chinesische Tennisspielerin
- Ji Qiang (季强,  Jì  Qiáng) * 1. Oktober 1951; chinesischer Wirbeltier-Paläontologe
- Ji Xianlin (季羡林,  Jì  Xiàn lín) * 6. August 1911; † 11. Juli 2009; chinesischer Linguist, Paläograph, Indologe und Historiker
- Ji Xiaoou (* 1980), chinesische Freestyle-Skierin
- Ji Yunshi (季允石) * 1945, chinesischer Politiker (Volksrepublik China)
- Ji Zhen (季真,  Jì Zhēn) Zeit der Streitenden Reiche; chinesischer Philosoph

## Bekannte Namensträger (嵇)
- Xi Kang (嵇康,  Xī Kāng) * 223 - † 262; Dichter, Philosoph und Musiker Zeit der Drei Reiche

## Bekannte Namensträger (籍)
- Ji Ru (籍孺,  Jí Rú); vertrauter persönlicher Bediensteter von Han Gaozu, dem Gründer der Han-Dynastie

## Bekannte Namensträger (紀)
- Ji Dengkui (纪登奎); (1923–1988); chinesischer Politiker
- Ji Wei (紀 偉 / 纪伟,  Jǐ Wěi); * 5. Februar 1984; chinesischer Hürdenläufer

## Bekannte Namensträger (計)
- Ji Cheng  (計成 / 计成, Jì Chéng) * 1987; chinesischer Radrennfahrer